# Ichneumon unicinctus
Ichneumon unicinctus là một loài tò vò trong họ Ichneumonidae.